# 선호
선호(選好) 혹은 취향(趣向), 기호(嗜好)란 사회과학 특히 경제학에서 사용되는 개념이다. 선호는 가능한 대안들의 우선순위 사이에서 실제로 존재하기도 또는 상상되는 선택들을 가정한다. 더 일반적으로 선호란 동기의 원천으로 간주되기도 한다. 예를 들면, 행복은 슬픔이나 고통보다 더 선호된다. 또한 (항상 그러한 것은 아니지만) 정상재의 더 많은 소비는 더 적은 소비보다 일반적으로 선호됨을 가정한다.
심리학, 경제학, 철학에서 선호는 대안 중에서 선택하는 것과 관련하여 일반적으로 사용되는 기술 용어이다. 예를 들어, B보다 A를 선택하려는 사람이 B보다 A를 선호한다. 선호는 행동과의 관계 때문에 결정 이론의 핵심이다. 순서형 우선순위 접근법(Ordinal Priority Approach)과 같은 일부 방법은 의사결정에 선호 관계를 사용한다. 본질적인 상태로서 그들은 욕망과 밀접한 관련이 있다. 둘 사이의 차이점은 욕구가 한 대상을 향하는 반면 선호는 두 가지 대안 간의 비교와 관련이 있으며 그 중 하나가 다른 것보다 선호된다는 것이다.
파산 시, 이 용어는 파산 당사자가 먼저 해결해야 할 미결제 채무를 결정하는 데 사용된다.

## 심리학
심리학에서 선호는 일련의 대상에 대한 개인의 태도를 나타내며 일반적으로 명시적인 의사 결정 과정에 반영된다(Lichtenstein & Slovic, 2006). 이 용어는 심리학에서 사용되는 가장 일반적인 정의인 대상을 좋아하거나 싫어한다는 의미에서 평가적 판단을 의미하는 데에도 사용된다(예: Scherer, 2005). 그러나 이것이 시간이 지나도 선호가 반드시 안정적이라는 것을 의미하지는 않는다. 선호도는 선택(Brehm, 1956; Sharot, De Martino, & Dolan, 2009)과 같은 의사 결정 과정에 의해 심지어 무의식적으로도 크게 수정될 수 있다(Coppin, Delplanque, Cayeux, Porcherot, & Sander, 2010 참조). 결과적으로, 선호도는 지리적 위치, 문화적 배경, 종교적 신념 및 교육 측면에서 개인의 주변 환경과 성장에 영향을 받을 수 있다. 특정 아이디어나 개념에 대한 반복적인 노출은 긍정적인 선호와 상관관계가 있기 때문에 이러한 요인은 선호도에 영향을 미치는 것으로 밝혀졌다.

## 경제학
경제학 및 기타 사회과학에서 선호란 대안이 제공하는 행복, 만족, 충족, 도덕성, 즐거움 또는 유용성의 정도에 따라 일부 대안을 주문하는 것과 관련된 일련의 가정을 의미한다. 선호 개념은 제2차 세계대전 이후 신고전파 경제학에서 사람들의 행동과 관련하여 관찰 가능한 증거를 제공하기 위해 사용되었다. 이러한 행동은 개인이 최적의 결과를 달성하기 위해 자신의 이익과 일치하는 합리적인 선호를 기반으로 결정을 내리는 합리적 선택 이론으로 설명될 수 있다.
소비자 선호, 즉 동일한 제품 및 서비스보다 특정 브랜드에 대한 소비자의 선호는 소비의 심리적 영향에 있어서 중요한 개념이다. 소비자 선호에는 완전성, 이행성, 비포화라는 세 가지 속성이 있다. 선호가 합리적이려면 이행성과 완전성의 공리(통계)를 충족해야 한다. 이행성의 첫 번째 공리는 선호도 간의 일관성을 나타낸다. 즉, x가 y보다 선호되고 y가 z보다 선호되면 x가 z보다 선호되어야 한다. 두 번째 완전성 공리는 두 옵션 사이에 관계가 존재해야 한다는 것을 설명한다. 즉, x는 y보다 선호되어야 하고 y는 x보다 선호되어야 하며 두 옵션 사이에는 무관심해야 한다. 예를 들어, 꿀보다 설탕을 선호하고 감미료보다 꿀을 선호한다면 이행성을 만족시키기 위해 감미료보다 설탕을 선호해야 하며, 완전성을 만족시키기 위해 항목 간에 선호도가 있어야 한다. 완전성의 공리 하에서 개인은 두 가지 옵션 중 선호도가 부족할 수 없다.

## 같이 보기
- 질투
- 희망
- 표준수
- 동기 부여